# Cat Island (Bahamas)
Cat Island ist eine Insel und ein Distrikt der Bahamas. Hier befindet sich der höchste Punkt des Inselstaates, der 63 m hohe Mount Alvernia, auf dessen Gipfel das Kloster The Hermitage steht. Der Erbauer dieser Einsiedelei war John Hawes, besser bekannt als Fr. Jerome, ein englischer Franziskaner. Bevor er sich nach Cat Island zurückzog, wirkte er in Western Australia als Ordensmann.
Die ersten europäischen Siedler waren Loyalisten, die vor dem Amerikanischen Unabhängigkeitskrieg flohen und die Insel 1783 erreichten. Die Insel ist möglicherweise nach Arthur Catt, einem Piraten, benannt oder sie trägt ihren Namen auf Grund der einmalig großen Population an verwilderten Katzen.
Früher machten die Baumwollplantagen den Wohlstand der Insel aus, doch heute bildet Brandrodung für die Insulaner die Hauptlebensart. Wirtschaftlich rentabel ist auch die Ernte der Kaskarilla-Rinde. Sie wird gesammelt und dann nach Italien verschifft, wo sie ein Hauptbestandteil von Arzneimitteln, Duftstoffen und Campari ist.
Die Einwohnerzahl beträgt etwa 1500 und die Hauptsiedlungen sind Arthur’s Town (Sidney Poitier wuchs hier auf), Orange Creek und Port Howe.
Man glaubte lange Zeit, dass Cat Island die Insel Guanahani sei, auf der Christoph Kolumbus das erste Mal einen Fuß in die Neue Welt setzte, bis man widerlegende Dokumente fand.